# IBM z196
A z196 mikroprocesszor az IBM zEnterprise 196 nagyszámítógépekben történő felhasználásra készült processzorcsip, az IBM gyártmánya. 2010. július 22-én volt bejelentve. A processzor fejlesztése három évig tartott, az IBM különböző telephelyein Poughkeepsie, a texasi Austin és a németországi Böblingen városokban, költsége 1,5 milliárd dollár volt. Gyártása az IBM volt csipgyártó üzemében folyik, a New York állambeli East Fishkill-ben (az üzemet 2014 novemberében átvette a GlobalFoundries, garantálva az IBM processzorok gyártását legalább további 10 évig, a továbbfejlesztett gyártási folyamatokkal), szállítása 2010. szeptember 10-én kezdődött. Az IBM állítása szerint ebben az időben ez volt a világ leggyorsabb mikroprocesszora.

## Leírás
A csip mérete 512,3 mm², 1,4 milliárd tranzisztorból áll, az IBM 45 nm-es CMOS szilícium szigetelőn (silicon on insulator, SOI) gyártási folyamatával készül, 5,2 GHz-es órajellel működik – a maga idejében (2010) ez volt a legmagasabb órajelfrekvenciájú, kereskedelmi forgalomba került CPU.
A processzor az IBM CISC típusú z/Architecture architektúráját valósítja meg, 100 új utasítással kiegészítve és új szuperskalár, sorrenden kívüli végrehajtású (out-of-order) utasítás-futószalaggal. Az utasítás-futószalag 15-től 17 fokozatig terjedhet; az utasítássor 40 utasítást képes tárolni és max. 72 utasítás végrehajtása lehet folyamatban egy időben. A processzornak négy magja van, mindegyik egy külön 64 KiB-os L1 utasítás-gyorsítótárat, 128 KiB-os L1 adat-gyorsítótárat és egy saját 1,5 MiB méretű másodlagos gyorsítótárat használ. Ezeken felül a magok egy eDRAM-mal megvalósított 24 MiB méretű osztott harmadik szintű gyorsítótárat is elérnek, amelyet két lapkára integrált harmadik szintű gyorsítótár-vezérlő felügyel. Van még emellett egy kiegészítő osztott L1 gyorsítótár is, amelyet a tömörítési és kriptográfiai műveletek használnak.
Mindegyik magnak hat RISC-szerű végrehajtóegysége van: két fixpontos egység, két betöltő-tároló egység, egy bináris lebegőpontos egység és egy decimális lebegőpontos egység. A z196 csip három utasítást dekódol és öt műveletet képes végrehajtani egy órajelciklus alatt.
A z196 csip egy lapkára épített DDR3 RAM memóriavezérlővel is rendelkezik, amely egy RAID-szerű konfigurációt támogat a memóriahibák kiküszöbölése céljából. A z196 egy GX sín-vezérlőt is magában foglal, amely a gazdagép csatorna-adapterei és a perifériák elérését biztosítja. Minden csip további koprocesszorokat is tartalmaz a kriptográfiai és tömörítési funkciók céljaira.

## Osztott gyorsítótár
Bár a z196 processzor lapkára integrált berendezésekkel rendelkezik a szimmetrikus többprocesszoros működés (SMP) támogatására, ezt a támogatást két dedikált kísérő csippel is kiegészítették: ezek a Shared Cache (SC) avagy osztott gyorsítótár-vezérlő csipek, amelyek egyenként 96 MiB lapkán kívüli, negyedik szintű (L4) gyorsítótár elérését teszik lehetővé, azaz összesen 192 MiB L4 gyorsítótár használatát. Az L4 gyorsítótárat az összes processzor eléri a processzorokat tartalmazó könyvben (az IBM nagygépekben a processzorokat tartalmazó modulokat könyveknek nevezik). Az SC csip 1,5 milliárd tranzisztort tartalmaz, mérete 478,8 mm², és ugyanazzal a 45 nm-es folyamattal készül, mint a z196 csip is.
A csipek 24 MiB méretű harmadik szintű gyorsítótárat is tartalmaznak, amelyet a csipen található 4 mag közösen használ.

## Többcsipes modul
A zEnterprise System z196 rendszerben a processzorok többcsipes modulokba vannak szerelve (multi-chip module, MCM), és ebben a kialakításban egy modulon hat csip található. Az MCM modulokon a négy processzorcsip mellett két osztott gyorsítótár-csip kapott helyet, amelyek lehetővé teszik a processzorok egymás közötti kommunikációját 40 GB/s sebességű összeköttetések használatával.
A zEnterprise System különböző modelljeiben eltérő számú aktív mag használható. Ezt úgy érik el, hogy az MCM-ekben egyes processzorok negyedik magját letiltott állapotban hagyják (inaktív mag).

## z114
A zEnterprise System z114 modellje szintén z196 processzorokat használ, de ennél nem alkalmaznak MCM modulokat, hanem a processzorok egycsipes modulokban (single chip module, SCM) vannak beépítve. A processzor-modulok fiókokba vannak szervezve, egy fiókban két SCM és egy osztott gyorsítótár-csip található. Ezek a processzorok csökkentett sebességen futnak, órajelük 3,8 GHz.

## Lásd még
- z/Architecture
- IBM System z

## Fordítás
Ez a szócikk részben vagy egészben  az   IBM z196 című angol Wikipédia-szócikk ezen változatának fordításán alapul.  Az eredeti cikk szerkesztőit annak laptörténete sorolja fel. Ez a jelzés csupán a megfogalmazás eredetét és a szerzői jogokat jelzi, nem szolgál a cikkben szereplő információk forrásmegjelöléseként.